# ميهالي كوفاتش (رسام)
ميهالي كوفاتش (بالمجرية: Kovács Mihály)‏ هو رسام مجري، ولد في 25 يوليو 1818 في Abádszalók ‏ في المجر، وتوفي في 3 أغسطس 1892 في بودابست في المجر بسبب قصور كلوي.